# Американски психар
Американски психар (2000) е психологически трилър, режисиран от Мери Харън и адаптиран по романа на Брет Истън Елис. Участват Крисчън Бейл, Джаред Лето, Джош Лукас и др.

## Любопитни факти
- За ролята на серийния убиец Патрик Бейтман са били обсъждани Брад Пит, Леонардо Ди Каприо, Едуърд Нортън и др.
- За ролята си Крисчън Бейл се е подготвял, като тренирал по 3 часа на ден, избелвал си е зъбите и е използвал различни балсами и лосиони за лице.
- Единствена сцена от филма, която не харесва създателят на книгата Брет Истън Елис, е „лунната походка“ на Патрик Бейтмън.